# Andrea Emiliani

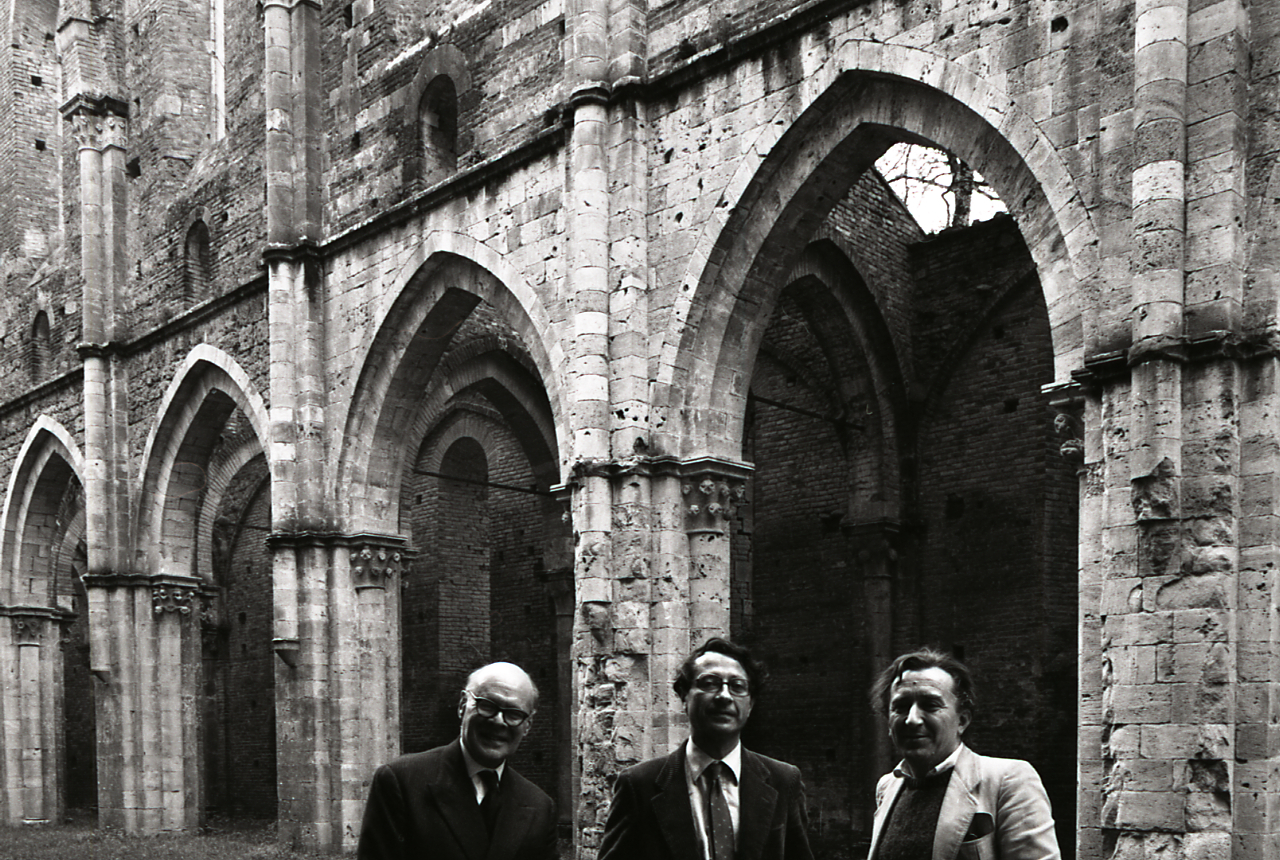
Andrea Emiliani mit Denis Mahon und Pier Luigi Cervellati in Chiusdino. Foto von Paolo Monti.

Andrea Emiliani (* 5. März 1931 in Predappio, Provinz Forlì-Cesena in der Region Emilia-Romagna, Italien; † 25. März 2019 in Bologna) war ein italienischer Kunsthistoriker und Kenner mittelalterlicher Malerei.

## Leben
Emiliani begann seine Studien an der Universität Urbino und ging danach an die Universität Bologna. An der Universität Florenz wurde er bei Roberto Longhi promoviert, Zweitgutachter war Francesco Arcangeli.
Er war für den Schutz der historischen und der Kulturgüter in seiner Heimatregion als Superintendent zuständig und gründete 1974 das Istituto per i Beni Culturali della Regione Emilia Romagna. Er war Direktor der Pinacoteca Nazionale di Bologna und in den Jahren von 1970 bis 1986 Professor für Museumswissenschaften, für Stilgeschichte und Kunstgeschichte an der Universität Bologna. Ebenso war er Präsident der Accademia di belle arti di Bologna der Accademia Clementina in Bologna. Er war Kurator verschiedener Ausstellungen im In- und Ausland über die Kunst und die Kunstschätze Bolognas. Seine Forschungen konzentrierten sich auf die Maler Federico Barocci und Giovanni Francesco Guerrieri (1589–1657) sowie die Bologneser Barockmaler Ludovico Carracci, Guido Reni, Giuseppe Maria Crespi und andere.

## Museumsarbeit und Lehrtätigkeiten
Emiliani war für die Neugestaltung verschiedener Museen zuständig und war ab 1955 Berater der Pinakothek in Bologna. Weitere Museen waren die Pinacoteca Nazionale di Ferrara (von 1969 bis 1992), der Palazzo Milzetti Bolognesi di Faenza (seit 1974) und die Pinacoteca Civica di Forlì. Er erstellte den Organisationsplan für das Museum der Abtei San Salvatore und das dazugehörige Museo di Santa Giulia in Brescia.

## Mitgliedschaften und Ehrungen
- Mitglied der Accademia di San Luca, Rom
- Mitglied der Accademia dei Lincei, Rom
- 1999: Medaglia d’oro ai benemeriti della cultura e dell’arte

## Veröffentlichungen
Emiliani war Autor von mehr als 30 Büchern über Themen der Kunst und des Denkmalschutzes.
- als Mitherausgeber: Felsina/Bononia/Bologna - documenti di storia, costumi e tradizioni. Edizioni ALFA, Bologna 1962.
- Acqueforti di Luciano de Vita. Edizioni Alfa, Bologna 1964.
- El Greco. Istituto geografico De Agostini, Novara 1966.
- als Herausgeber: Una politica per i beni culturali. Edizioni Einaudi, Turin 1974.
- als Herausgeber: Federico Barocci. Edizioni ALFA, Bologna 1975. Kritischer Katalog.
- Il museo alla sua terza età. Nuova Alfa editoriale, Bologna 1985.
- als Mitherausgeber: Giuseppe Maria Crespi 1665–1747. Nuovo Alfa editoriale, Bologna 1990, ISBN 88-7779-252-3. Ausstellungskatalog.
- Renato Bruscagli: Acqueforti 1950–1989, Stamparte, Bologna 1992.
- La Pinacoteca Nazionale di Bologna. Electa, Milano 1997, ISBN 88-7779-510-7.
- Raffaello.La stanza de la Segnatura, Electa, Milano 1997.
- als Herausgeber mit Raffaella Morselli: Gonzaga. La celeste galleria, il museo dei duchi di Mantova. Skira, Milano 2002.
- Palazzo Milzetti Bolognesi. L’inesplicabile splendore del bianco e oro. Carta Bianca editore, faenza 2014, ISBN 978-88-97550-30-3.
- Una politica dei beni culturali. Bononia University Press, Bologna 2014, ISBN 978-88-7395-921-2.
- Bologna. Croniche dal vivere. Minerva edizioni, Bologna 2014, ISBN 978-88-7381-575-4.